# Jochen Distelmeyer
Jochen Distelmeyer (né le 24 juillet 1976 à Bielefeld) est un chanteur allemand.

## Biographie

### Jeunesse et vie personnelle
Distelmeyer grandit à Brake (Bielefeld), et est le frère aîné de Jan Distelmeyer, spécialiste des médias. Il suit des cours de trompette, mais abandonne cet instrument au profit de la guitare et délaisse le solfège. À l'âge de 14 ans, il achète sa première guitare électrique. En 1988, il effectue son service civil à Hambourg où il se produit, entre autres, comme musicien de rue. Distelmeyer est père d'un fils.

### Carrière
En 1986, Distelmeyer lit pour la première fois un article de Spex sur la scène autour du label Fast Weltweit de Bad Salzufler, et le rejoint en 1987. Avec son groupe Die Bienenjäger (aux côtés de Thomas Wenzel et Mirko Breder), nommé d'après le roman The Oak Openings ; ou The Bee Hunter (1848) de James Fenimore Cooper, il y publie pour la première fois des contributions sur des samplers de cassettes. Auparavant, il avait joué dans les groupes White Palms et Nette Sache.
Après avoir déménagé à Hambourg et fait une pause d'environ un an en tant que musicien, il forme en 1990 avec Andre Rattay (batterie) et Eike Bohlken (basse) le groupe Blumfeld, qui porte le nom d'un récit de Kafka, dans lequel il ne se contente pas de chanter et de jouer de la guitare, mais écrit également une grande partie des morceaux. En 1991, le premier single Ghettowelt sort sur le label ZickZack d'Alfred Hilsberg et est devient « single Spex du mois », puis celui de l'année,. La même année, le groupe enregistre le LP Ich-Maschine, qui suscite des réactions euphoriques de la part de la presse. En réaction aux pogroms contre les étrangers à Rostock-Lichtenhagen et Mölln à la fin de l'année 1992, Jochen Distelmeyer insiste sur l'action politique au sein du cercle d'amis de Hambourg. Après que Die Goldenen Zitronen ait également été attaqué lors d'une tournée en Allemagne de l'Est, le « Wohlfahrtsausschuss » de Hambourg est fondé comme initiative contre le néofascisme,.
C'est à cette époque que sort le deuxième album L'État et moi, qui est acclamé par la critique et marque la percée de Blumfeld. Si, sur Ich-Maschine, « la conscience personnelle malheureuse ... était exposée et déconstruite », il y avait ici « un vis-à-vis concret avec lequel le moi se confronte [...] : L'État, l'argent, les structures sociales et personnelles ». Les textes écrits par Distelmeyer déclenchenr une longue exégèse, également académique, et sont reçus par des écrivains comme Durs Grünbei et Rainald Goetz,.
En 2015, Distelmeyer publie le roman Otis, qui reçoit un accueil majoritairement négatif de la part de la critique littéraire,,.

## Discographie

### Albums studio
- 2009 : Heavy
- 2010 : Einfach so – live (album live)
- 2016 : Songs from the Bottom, Vol. 1)
- 2019 : Coming Home
- 2022 : Gefühlte Wahrheiten)

### Singles et EP
- 2009 : Lass uns Liebe sein
- 2010 : Regen (EP)